# Храм Покрова Пресвятой Богородицы (Бытошь)
Церковь Покрова Пресвятой Богородицы — приходской храм Дятьковского благочиния Брянской епархии Русской православной церкви, расположенный в посёлке городского типа Бытошь Дятьковского района Брянской области. Строительство церкви велось с 1834 по 1846 год.
Стиль архитектуры Покровской церкви — классицизм XIX века, часто именуемый «ампиром».
Главный алтарь храма освящён в честь праздника Покрова Пресвятой Богородицы, придельные южный — святых первоверховных апостолов Петра и Павла, северный — святителя Николая Чудотворца.

## История
Церковь Покрова Богородицы была построена в 1846 году на пожертвования владельца чугунно-литейного завода, купца В. Ф. Мельникова. После его смерти дело отца продолжил сын Косьма. Перед алтарной частью Покровской церкви сохранились могилы строителей села, заводов и храма. Колокольня храма устроена в 1883 году стараниями церковного старосты Николая Петровича Амфитеатрова.
В 1937 году храм был закрыт, а священнослужители арестованы и расстреляны. В годы Великой Отечественной войны богослужения возобновились, но не на долгое время: в 1960 году храм снова закрыли, трапезную часть отдали под школьный спортзал, а в центральной части разместили торговую базу. 
В 1989 году, по настоятельным просьбам верующих, здание храма было возвращено Русской православной церкви. Настоятелем храма назначен Василий Тартачный. Начались восстановительные работы, которые продолжаются до сих пор. В сентябре 1989 года Епископом Орловским и Брянским Паисием был освящен Престол храма в честь Покрова Пресвятой Богородицы.
В 2011 году Василия Тартачного не стало. Настоятелем храма был избран его сын — иерей Владимир Тартачный. 

## Архитектура
Кирпичное и оштукатуренное здание имеет крестообразную объемно-планировочную композицию. Его основной куб увенчан большим цилиндрическим световым барабаном со ступенчатым аттиком и куполом, над которым на постаменте возвышается глава. Слегка пониженные широкие боковые рукава и прямоугольный алтарь украшены портиками. Развитая в длину трапезная заканчивается с запада расширенной папертью, над которой возвышается ярусная колокольня.
Лаконичный декор фасадов подчеркивает строгость общего облика храма. Стены, рустованные между окон и в нижней части, завершены упрощенными карнизами. Сравнительно узкие прямоугольные окна – без наличников, лишь с подоконными выступами и крупными ступенчатыми замковыми камнями. Главную роль в декоре играют водружённые на массивные стилобаты четырехколонные портики тосканского ордера с упрощёнными антаблементами и пологими фронтонами.
В интерьере доминирует светлое и просторное подкупольное пространство. Мощные угловые пилоны с широкими подпружными арками и парусами несут барабан, перекрытый куполом. Боковые части, в которых размещены приделы, алтарь и трапезная с плоскими балочными перекрытиями, широко открыты в центральную, образуя цельное внутреннее пространство.
От прежнего убранства интерьера уцелели фрагменты штукатурной отделки: кессоны на боковых подпружных арках и круглые медальоны на парусах.

## Духовенство
Настоятель храма — иерей Владимир Тартачный.

## Престольный праздник
Покрова Пресвятой Богородицы — 14 октября (по новому стилю).